# Западно-Казахстанский край

Области современного Казахстана, входившие в состав Западно-Казахстанского края

Западно-Казахстанский край (каз. Батыс Қазақстан өлкесі) — административное образование в Казахской ССР, существовавшее в 1962—1964 годах.
Западно-Казахстанский край был образован 3 мая 1962 года из трёх областей Казахской ССР: Актюбинской (центр — Актюбинск), Уральской (центр — Уральск) и Гурьевской (центр — Гурьев). Центр края — город Актюбинск. Общая территория — 729,6 тыс. км², население — 1,2 млн человек.
В то время Казахстан состоял из трёх краёв (Целинный, Западно-Казахстанский и Южно-Казахстанский края) и четырёх областей (Алма-Атинская, Восточно-Казахстанская, Карагандинская и Семипалатинская области). Спустя непродолжительное время выяснилось, что такие надобластные административно-территориальные единицы являются искусственными образованиями, и Западно-Казахстанский край, не выдержав проверку временем, был упразднён 1 декабря 1964 года указом Президиума Верховного Совета Казахской ССР.
Фактическим главой Западно-Казахстанского края был Первый секретарь краевого комитета Коммунистической партии Казахстана:
- 1962—1963 — Фёдор Степанович Коломиец
- 1963—1964 — Николай Иванович Журин